# نمایش کرامات

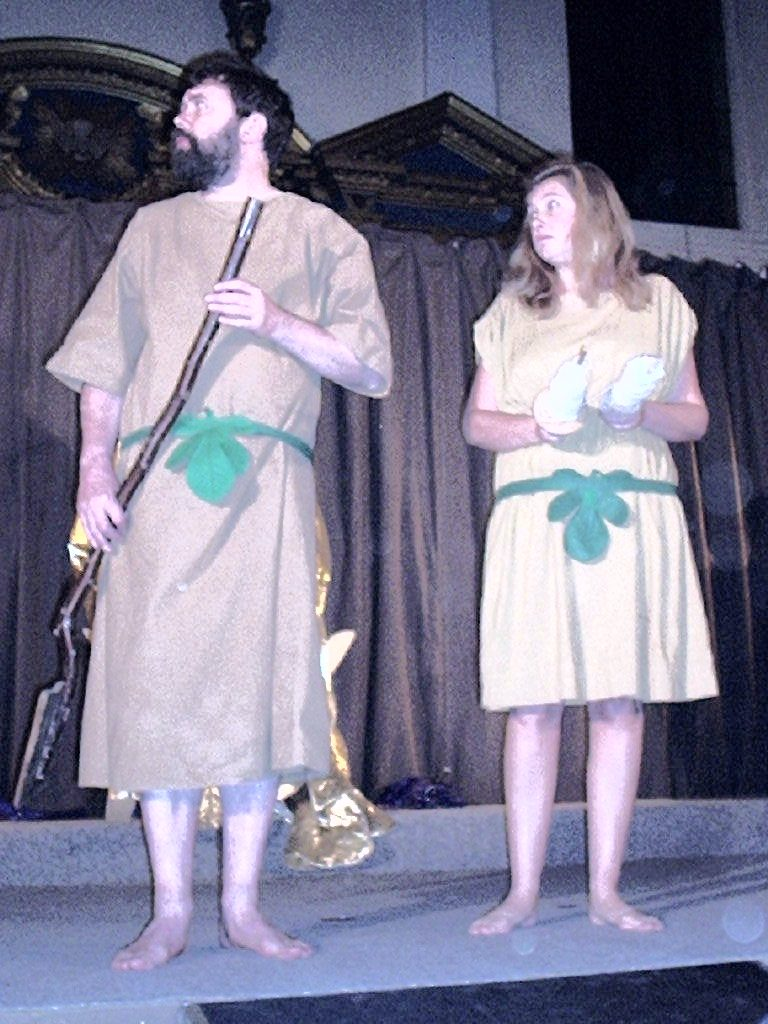
نمایشنامه اخراج آدم و حوا از بهشت، از زمره داستان‌های نمایش کرامات.

نمایش کرامات (به انگلیسی: Mystery play یا Miracle play) نوعی نمایش در اروپای سده‌های میانه بود که بر اساس زندگی قدیسان و رویدادهای شگفت‌انگیز و مفاهیم انجیل اجرا می‌شد.
نمایش کرامات از قدیمی‌ترین انواع نمایشنامه در اروپا است. این نوع نمایش در کلیساها و ابتدائاً برای مقاصد آموزش داستان‌های انجیل به شاگردان آغاز شد. بعدها رفته رفته عناصر عامیانه نیز به آن‌ها افزوده شد.
به مرور در این‌گونه نمایش‌ها، اصناف و پیشه‌های مختلف هر یک بخشی از داستان‌های انجیل را برعهده گرفته و نمایش کرامات ویژه آن را اجرا می‌کردند.
گسترش اجرای نمایش کرامات در سده پانزدهم میلادی به اوج خود رسید. اجرای کامل یک رشته داستان به هم پیوسته از کتاب مقدس ممکن بود ۲۰ ساعت به درازا بینجامد و بنابراین طی چند روز اجرا می‌شد.

## تاریخچه
در اوایل قرن پنجم تابلوهای زنده به خدمات مقدس معرفی شدند. نمایشنامه‌ها به‌عنوان ترانه‌های ساده، از تزیینات شفاهی متون عبادی سرچشمه می‌گرفتند و به تدریج پیچیده‌تر می‌شدند. در اوایل، شعارهایی از سرویس روز به دیالوگ نثر اضافه شد. با افزایش محبوبیت این نمایش های مذهبی، اشکال بومی پدیدار شد، زیرا شرکت های مسافرتی بازیگران و تولیدات تئاتری که توسط جوامع محلی سازماندهی شده بودند در قرون وسطی متأخر رایج تر شدند.
به دنبال چه کسی هستید؟ (به لاتین) شناخته‌شده‌ترین شکل اولیه درام‌ها، یک گفت‌وگوی مذهبی نمایشی بین فرشته مقبره مسیح و زنانی است که بدن او را می‌جویند. این اشکال ابتدایی بعدها با دیالوگ و کنش نمایشی شرح داده شدند. در نهایت نمایش ها از کلیسا به فضای بیرونی - حیاط کلیسا و بازار عمومی - منتقل شدند. این اجراهای اولیه به زبان لاتین اجرا می‌شدند و قبل از آن یک پیش‌گفتار بومی که توسط یک منادی که خلاصه‌ای از وقایع را ارائه می‌کرد، بیان می‌کرد. نویسندگان و کارگردانان اولین نمایشنامه ها احتمالا راهبان بوده اند. نمایش مذهبی از حدود قرن نهم تا شانزدهم رونق گرفت.
در سال ۱۲۱۰ ، به دلیل مشکوک شدن به محبوبیت فزاینده نمایشنامه‌های معجزه‌آسا، پاپ اینوسنتس سوم فرمانی از پاپ صادر کرد تا روحانیون را از بازی در صحنه عمومی دعوت کند. این امر باعث شد که سازمان نمایش ها به اصناف شهر منتقل شود و پس از آن تغییرات متعددی به وجود آمد. متون بومی جایگزین لاتین شدند و قطعات غیرکتاب مقدسی به همراه صحنه های کمیک اضافه شدند، برای مثال در دومین مورد از چوپانان چرخه ویکفیلد. بازیگری و شخصیت پردازی مفصل تر شد.
این نمایش‌های مذهبی بومی، در برخی از شهرهای بزرگ انگلستان مانند یورک، توسط انجمن‌های صنفی اجرا و تولید می‌شد و هر صنف مسئولیت بخش خاصی از تاریخ کتاب مقدس را بر عهده می‌گرفت. از کنترل صنفی، اصطلاح بازی رمز و راز یا اسرار، از وزارت لاتین به معنای "شغل" (یعنی شغل اصناف) نشات گرفته است. این ژانر دوباره به دنبال اصلاحات و تأسیس کلیسای انگلستان در سال ۱۵۳۴ ممنوع شد.
این نمایشنامه معمایی در برخی جاها به مجموعه ای از نمایشنامه ها تبدیل شد که به تمام رویدادهای مهم در تقویم مسیحی، از خلقت تا روز قیامت می پردازد. در اواخر قرن پانزدهم، اجرای این نمایشنامه ها به صورت دوره‌ای در روزهای جشنواره در چندین بخش از اروپا برقرار شد. گاهی، هر نمایش بر روی یک گاری نمایش تزئین شده اجرا می‌شد که در شهر حرکت می‌کرد تا جمعیت مختلف بتوانند هر نمایش را تماشا کنند و همچنین یک اتاق رختکن و همچنین یک صحنه برای بازیگران فراهم می‌کرد کل چرخه ممکن بود تا بیست ساعت طول بکشد. اجرا شود و می تواند در چند روز پخش شود. در مجموع، به این چرخه‌های بدن مسیح گفته می‌شود. این چرخه ها اغلب در عید کورپوس کریستی انجام می شد و طراحی کلی آنها توجه را به زندگی مسیح و رستگاری او برای همه بشر جلب کرد.
نمایشنامه‌ها توسط ترکیبی از افراد حرفه‌ای و آماتور اجرا می‌شد و در قالب‌هایی بسیار استادانه نوشته می‌شد. آنها اغلب با ولخرجی دکورها و «جلوه‌های ویژه» مشخص می‌شدند، اما می‌توانستند واضح و صمیمی باشند. سبک های نمایشی و شعری بسیار متنوع بود، حتی در یک چرخه نمایشنامه.

## دوران مدرن
نمایشنامه‌های معمایی هنوز به طور مرتب در سراسر بریتانیا تولید می‌شوند. چرخه های محلی در یورک و چستر در سال ۱۹۵۱ به عنوان بخشی از جشنواره بریتانیا احیا شدند و هنوز توسط اصناف محلی اجرا می شوند. چرخه N-Town در سال ۱۹۷۸ با بازی رمز و راز لینکلن احیا شد، و در سال ۱۹۹۴ اسرار لیچفیلد احیا شد (در حال حاضر بزرگترین رویداد تئاتر اجتماعی در بریتانیا).
در سال ۱۹۷۷ ، تئاتر ملی تونی هریسون را مأمور ساخت The Mysteries، بازسازی چرخه Wakefield و دیگران کرد. در سال ۱۹۸۵ دوباره احیا شد (در آن زمان تولید برای کانال 4 تلویزیون فیلمبرداری شد)، و دوباره به عنوان بخشی از جشن هزاره تئاتر در سال ۲۰۰۰. این تولیدات عنوان "بهترین کارگردان" را برای بیل برایدن در جوایز تئاتر ایونینگ استاندارد ۱۹۸۵و جوایز لارنس اولیویه در سال ۱۹۸۵به ارمغان آورد، سالی که این سه نمایشنامه برای اولین بار با هم در تئاتر لیسیوم ظاهر شدند. اقتباسی از نمایشنامه هریسون در سال ۲۰۱۱ در گلوب شکسپیر با عنوان The Globe Mysteries روی صحنه رفت.
در سال ۲۰۰۱، گروه ایسانگو یک نسخه آفریقایی از چرخه چستر را در تئاتر Garrick در لندن با عنوان The Mysteries – Yiimimangaliso تولید کرد که با ترکیبی از زبان خوسا، زبان زولو، انگلیسی، لاتین و آفریکانس اجرا می‌کرد. آنها نسخه اقتباسی از تولید را در شکسپیر گلوب در سال ۲۰۱۵ با عنوان The Mysteries احیا کردند. در سال ۲۰۰۴، دو نمایش معمایی (یکی با تمرکز بر خلقت و دیگری بر روی شور) در کلیسای جامع کانتربری اجرا شد که ادوارد وودوارد بازیگر نقش خدا بود. بازیگران بزرگ نیز شامل دانیل مک فرسون، توماس جیمز لانگلی و جوزف مک منرز بودند.